# Vysokoteplotní pájení
Pájení je způsob spojování součástí roztaveným pomocným materiálem, tzv. pájkou s nižší teplotou tavení než mají spojované součásti, které se při tom neroztaví. Mimo běžného dělení metod pájení na měkké (teplota pájení nižší než 450 °C) a tvrdé (teplota vyšší než 450 °C) od druhé poloviny 20. století přistupuje k těmto metodám i vysokoteplotní pájení (teploty vyšší než 900 °C). Pájení v peci umožňuje konstruktérům i výrobním technikům spojovat jednoduché i složité sestavy jedním či stovkami spojů.

## Historie
Od poloviny 20. století se začalo používat vysokoteplotní pájení pro nerozebíratelné spoje především nerezavějících ocelí a niklových slitin, avšak je možné vytvářet i heterogenní spoje niklových slitin a ocelí, slitin niklu a kobaltu, nerezavějících ocelí s kovografitem atd. Během tohoto procesu jsou spojované plochy smáčeny pájkou a působením kapilárních sil je vyplněna pájecí mezera. Pájka proniká až do základního materiálu a ve většině případů nastává difúzní spojení rozpouštěním základního materiálu. Primárním podnětem k využívání této technologie je konvenčními technologiemi obtížná svařitelnost (resp. nesvařitelnost) těchto materiálů, a to jak z důvodu "krátkosti za tepla" u niklových slitin tak i z důvodu nestejnorodosti základních materiálů. Doprovodným, ekonomickým efektem této technologie je možnost na jeden pájecí cyklus zhotovit u drobnějších součástí stovky pájených spojů na jeden pájecí režim a to i včetně následného tepelného zpracování (např. kalení). Při vysokoteplotním pájení nedochází k oduhličení a deformacím jako při svařování, výsledkem jsou lesklé povrchy zpravidla bez nutnosti následného opracování, reprodukovatelnost výsledků a plná automatizace procesu. Vysokoteplotní pájení se realizuje v komorových nebo šachtových pecích ve vakuu nebo v ochranném plynu.

## Pájecí materiály (pájky)
Ve vhodné formě jsou používány pájky dle druhu základních materiálů, lze se setkat s pájkami na bázi niklu, stříbra, paladia, platiny i zlata. Průmyslového použití nejvíce dosahují pájky niklové (NiCrBSi) a stříbrné (AgCu). Používají se ve formě prášků, drátů a fólií. Základní přehled pájek podává norma ČSN EN ISO 17672 (055650) z října 2024 dle normy EN ISO 17672:2024. Popis jednotlivých druhů a typů pájek udává norma pro Letectví a kosmonautiku, Třída 3126 - Těžké neželezné kovy, Pájky. Pájky se nejčastěji používají ve formě prášků o zrnitosti 45 až 106 µm (mikronů). Na místa pájených spojů se nanášejí "injekčními" stříkačkami a nebo pneumatickým dávkovačem z předem připravených past. Pasty jsou namíchány z vlastní práškové pájky a pojiva. Pojivem je obvykle plastická hmota rozpuštěná v organickém roztoku. Po nanesení na místa pájených spojů se těkavé látky pojiva rychle odpaří a pasta dále tuhne. Při vlastním procesu pájení se pojivo beze zbytku odpaří (vypálí) a jedná se vlastně jen o podpůrný prostředek k vytvoření pasty. Méně obvyklá je forma fólií. Jsou používány amorfní folie vč. samolepících tloušťky 0,075 až 0,125 mm vyrobené z prášků a také vyválcované folie tloušťky 0,025 až 0,05 mm a šíře kolem 10 mm. Plastické folie bez samolepícího účinku se připojují k součásti pomocí pojiva, kovové folie např. odporovým, bodovým mikrosvařováním. Stříbrné pájky, palladiové pájky a pájky s obsahem zlata se používají kromě základních forem jako dráty, tyčky, plechy, pásky mohou být také jako kroužky, disky, kruhové podložky, čtvercové či obdélníkové podložky, plíšky, piny, sekané drátky nebo trubičky.
| Označení | Chemické složení % |    |     |     |     |     |    |    |     | Teplota tavení SOL - LIQ |
|          | Ni                 | Cr | Fe  | Si  | B   | C   | P  | Mn | Cu  | °C                       |
| -------- | ------------------ | -- | --- | --- | --- | --- | -- | -- | --- | ------------------------ |
| Ni 1     | Balance            | 14 | 4,5 | 4,5 | 3,1 | 0,7 | -  | -  | -   | 977-1038                 |
| Ni 1a    | Balance            | 14 | 4,5 | 4,5 | 3,1 | -   | -  | -  | -   | 977-1077                 |
| Ni 2     | Balance            | 7  | 3,0 | 4,1 | 3,0 | -   | -  | -  | -   | 971-999                  |
| Ni 3     | Balance            | -  | -   | 4,5 | 2,9 | -   | -  | -  | -   | 982-1037                 |
| Ni 4     | Balance            | -  | -   | 3,5 | 1,9 | -   | -  | -  | -   | 982-1066                 |
| Ni 5     | Balance            | 19 | -   | 10  | -   | -   | -  | -  | -   | 1080-1135                |
| Ni 6     | Balance            | -  | -   | -   | -   | -   | 11 | -  | -   | 875-875                  |
| Ni 7     | Balance            | 14 | -   | -   | -   | -   | 10 | -  | -   | 890-890                  |
| Ni 8     | Balance            | -  | -   | 7,0 | -   | -   | -  | 23 | 4,5 | 982-1010                 |
| Ni 9     | Balance            | 15 | -   | -   | 3,6 | -   | -  | -  | -   | 1055                     |

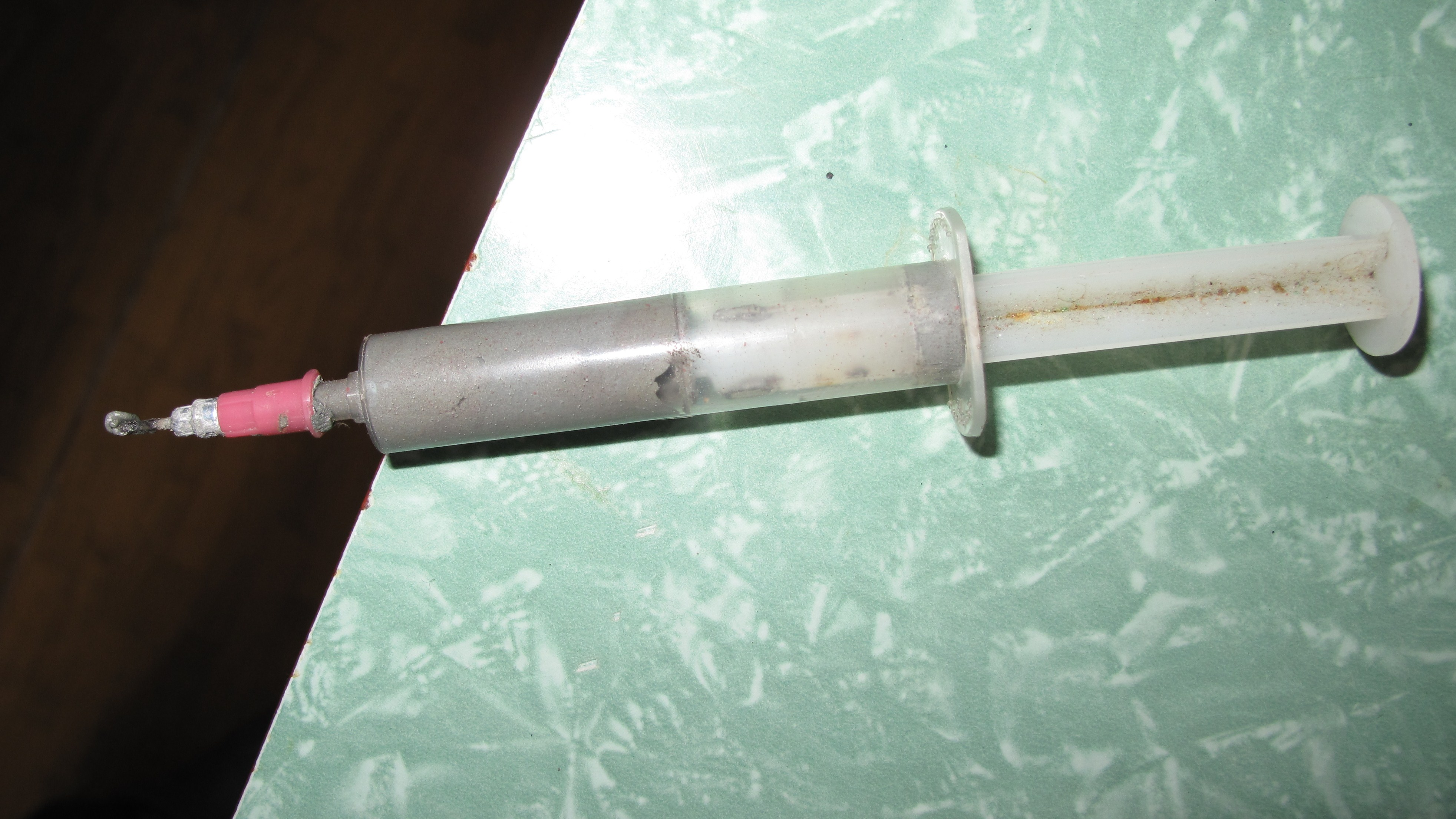
Stříkačka s připravenou pastou

Většina těchto pájek je "kryta" specifikacemi výrobců leteckých motorů jako např. Pratt & Whitney (PWA), Generel Electric Aviation (B50TF), Rolls-Royce (MSRR), Rockwell (RBO) atd.

## Příprava součástí před pájením
Vlastní příprava součástí k pájení mimo odmaštění vychází z přísného požadavku na dodržení předepsané pájecí mezery. U třískově obráběných dílů to až tak nečiní problémy, ale u sestav z tvářených plechů nebo ohýbaných trubek je dosažení nominálního rozměru pájecí mezery po celé ploše spoje dosti obtížné. Při překročení přípustných rozměrů spáry buď nefungují kapilární síly a pájka do spoje nevteče a nebo spoj sice vznikne, ale nemá jednofázovou strukturu a obsahuje pevnostně nežádoucí eutektické fáze na bázi boridů. Objem vyloučených fází je přímo úměrný na zvětšující se šířce mezery. Poloha pájených komponent se zabezpečuje zpravidla tzv. stehováním WIG/TIG bez použití přídavného materiálu, kdy jsou obě styčné plochy přichyceny navzájem několika stehy (spoje typu trubka-koncovka, plech-příruba). U pájení dvou válcových součástí je možné použít k vymezení mezery pájku ve formě folie.

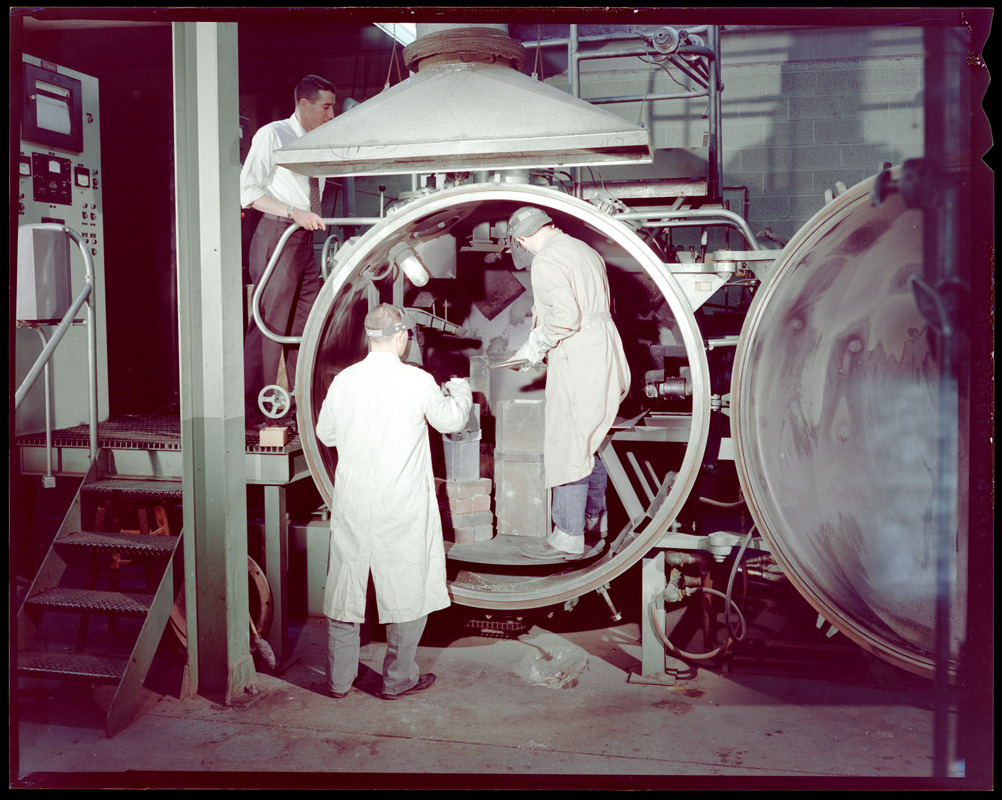
Vakuová pec

## Proces pájení
Pájení se provádí v horizontálních, komorových či vertikálních, šachtových pecích s pracovní teplotou 1400 až 1600 °C. Alternativou jsou dvoukomorové pece s možností např. kalení do oleje. Pracovním prostředím při pájení může být vakuum (5×10−2 Pa až 1 Pa) anebo řízená atmosféra. Tou je buď ochranný plyn (argon, helium, dusík či jejich směsi) nebo redukční atmosféra (vodíková směs s dusíkem). Při ohřevu na pájecích teplotu redukční atmosféra plní i funkci pro lesklé žíhání. Různé druhy materiálů, které jsou určeny ke spojení, vyžadují rozdílné typy pájecí atmosféry. Kromě nejběžnějšího vakua se také používají různé ochranné a reaktivní atmosféry, nejvíce vodík, dusík, směs vodíku s inertním plynem nebo i např. směs argonu s vodíkem a dusíkem. Možností jsou i exotermické a endotermické atmosféry nebo čistý argon či hélium.
Tepelný proces pájení je předem naprogramován. Ohřev na pájecí teploty je přerušen 2-3 prodlevami až 30 minut pro dosažení rovnoměrné teploty (dle hmotnosti vsázky). Po výdrži na pájecí teplotě (10-30 minut) následuje pomalé ochlazení při vypnutém topení pod teplotu solidu pájky. Prudké dochlazení ochranným plynem může proces ukončit a nebo po zapájení následuje tepelné zpracování pro dosažení žádoucích vlastností základního materiálu např. kalení, popuštění, rozpouštěcí žíhání atd. U pájek na bázi niklu při teplotě pájení bór rychle difunduje do základního materiálu, čímž se zvyšuje teplota opětovného natavení. To umožňuje v případě potřeby provádět opravné pájení a dokonce i tepelné zpracování při vyšší teplotě, než byla při vlastním procesu pájení.

Oprava rozváděcí lopatky leteckého motoru opravným pájením (5-6) a žárovým nástřikem MCrAlY (7-8)

## Použití
Vysokoteplotní pájení se úspěšně využívá ke kompletaci trubkových výměníků tepla, trubkových vlnovců, chirurgických nástrojů, ale především v leteckém a raketovém průmyslu. Takto jsou zapájeny pájkou Ni 2 trubkové sestavy s koncovkami, lopatkové difuzory kompresorů, heterogenní spoje (např. kobaltový stelit s ocelí) bajonetových nákružků, vačky, čepy a konzoly za provozu absorbující vibrace a tření, součásti spalovací komory a turbinové rozvaděče plynů atd. Pájení se mimo to uplatňuje v elektrotechnice (polovodiče), v energetice (palivové články), v jaderném průmyslu, rovněž tak v potravinářství, v automobilním průmyslu (výroba chladičů), zdravotnictví a v přístrojové technice. Slabostěnné příruby se pájí s keramikou (technologií Mo-Mn) ve vodíkové atmosféře eutektickou pájkou Ag72Cu nebo vakuovou mědí. Některé druhy pájek (např. Ni 5) se používají k tzv. povlakování pro zvýšení tepelné ochrany součástí.